# Space age pop
Genres dérivés
musique spatiale, certaines formes de musique ambient
Genres associés
exotica
La space age pop (litt. pop de l'ère spatiale) ou bachelor pad music (litt. musique de garçonnière) est un sous-genre musical d'easy listening ou de musique lounge associée aux compositeurs, auteurs-compositeurs et chefs d'orchestre américains et mexicains de l'ère spatiale des années 1950 et 1960. 

## Histoire et caractéristiques
Le genre s'inspire de la fascination contemporaine pour la technologie, l'espace et les lieux « exotiques », exploitant les nouvelles technologies audio telles que le son stéréophonique, l'enregistrement multipiste et les premiers instruments électroniques,,.
Irwin Chusid identifie l'apogée du genre comme « environ 1954 à 1963, depuis l'aube de la haute-fidélité (hi-fi) jusqu'à l'arrivée des Beatles ». Juan García Esquivel, Les Baxter, Enoch Light (en), Henry Mancini, Dick Hyman, Jean-Jacques Perrey et Ed Lincoln sont parmi les artistes majeurs du genre,,.
Parmi les influences majeures de la spage age pop figurent les compositeurs impressionnistes tels que Maurice Ravel et Claude Debussy, le jazz big band, la musique hawaïenne et les styles latino-américains contemporains tels que la samba, le mambo et le calypso. Il y a beaucoup de chevauchements entre la spage age pop et l'exotisme contemporain, la surf music, la « belle musique » ou « easy listening », et elle peut être considérée comme un précurseur de la musique spatiale ou d'autres formes de musique ambient. Les albums pop de l'ère spatiale ont souvent des titres et des pochettes liés à la science-fiction, mettant en scène des fusées, des vues de l'espace et un design moderne du milieu du siècle (en), ou mettant l'accent sur leur public cible de célibataires aisés et élégants dans les bars à cocktails et les salons,.
Le genre connait un regain d'intérêt dans les années 1990, parallèlement au renouveau du swing contemporain et du tiki qui s'inspiraient de styles et d'esthétiques connexes. Les groupes contemporains qui se sont inspirés de ce style étaient mixtes dans leur approche, certains, comme Combustible Edison, cherchant à vénérer et à faire revivre fidèlement le style, tandis que des artistes comme Mr. Bungle et Stereolab l'ont réactualisé en y intégrant des influences contemporaines et en proposant un commentaire postmoderne[Lequel ?] sur l'orientalisme perçu des styles d'easy listening et sur la célébration de la consommation ostentatoire,,.